# Comodo Internet Security
Comodo Internet Security (oficjalny skrót: CIS) – darmowy pakiet zabezpieczający dla komputerów z systemem Microsoft Windows, tworzony przez firmę Comodo Group. W skład pakietu wchodzi: program antywirusowy, zapora sieciowa, HIPS i tester pamięci. Od wersji 3.09, dostępna jest polska wersja produktu.
Wszystkie komponenty pakietu podczas instalacji produktu mogą zostać zainstalowane lub nie, stosownie do życzenia użytkownika. Jednak po procesie instalacji nadal można uaktywniać lub dezaktywować wybrane moduły.
Dostępna jest darmowa wersja, zarówno dla klientów indywidualnych, jak i przedsiębiorstw, lub płatna – z obsługą klienta on-line i usługą TrustConnect.

## Warstwy
Comodo Internet Security został zaprojektowany wokół pojęcia warstw bezpieczeństwa. Za sprawą swoich licznych modułów zapewnia ochronę wszystkich warstw systemu.

## Moduły

### Firewall
Comodo Firewall to zapora sieciowa, która filtruje zarówno ruch przychodzący, jak i wychodzący. To temu składnikowi CIS zawdzięcza sukcesy w rankingach projektu Matousec. Ponadto triumfował w Editor’s Choice PC Magazine i Gizmo’s Tech Support Alert.

### Defense+
Składnik HIPS Comodo, znany jako Defense+, zapewnia ochronę przed nieznanymi typami szkodliwego oprogramowania. Moduł ten kontroluje działania nieznanych aplikacji i w zależności od decyzji użytkownika ogranicza im dostęp do ważnych plików, folderów i ustawień rejestru systemu Windows. Dzięki działaniu tego modułu, prawdopodobieństwo zainfekowania systemu przez wirusy bez świadomości użytkownika spada do zera dzięki wyświetlanym komunikatom ostrzegawczym.

### Antywirus
Wraz z wersją Comodo Internet Security 3.5, która została wydana 23 października 2008 roku, pojawił się rezydentny moduł antywirusa działającego w oparciu o sygnatury i heurystykę.

### Skaner on-line
Producent programu Comodo Internet Security udostępnia skaner on-line, który umożliwia przesyłanie podejrzanych plików do laboratorium Comodo Group w celu przeprowadzenia analizy i przygotowania ewentualnej sygnatury dla stwierdzonego szkodliwego oprogramowania.

### BOClean
Moduł testera pamięci przeznaczony jest do ochrony przed przepełnieniem bufora. Zapewnia on ochronę przed kradzieżą danych, gdy komputer (bez modułu) zawieszał się lub następowało uszkodzenie systemu.

### ThreatCast
Usługa ThreatCast uzupełnia komunikaty modułu zapory sieciowej o podpowiedzi, czy dana czynność jest niebezpieczna lub jest dozwolona. Statystyki oparte są na działaniach innych użytkowników Comodo Internet Security.